# Jenny Thompson
Jennifer Elisabeth "Jenny Beth" Thompson (Dover, 26 de fevereiro de 1973) é uma nadadora dos Estados Unidos, ganhadora de oito medalhas de ouro em Jogos Olímpicos. É uma das mais condecoradas atletas da história, com doze medalhas obtidas nas Olimpíadas de Barcelona 1992, Atlanta 1996, Sydney 2000 e Atenas 2004.
Sua primeira aparição internacional foi aos 14 anos, quando ganhou os 50 metros livres e ficou em terceiro lugar nos 100 metros livres nos Jogos Pan-americanos de 1987 em Indianápolis. Ganhou seu primeiro Campeonato Mundial em 1991 fazendo parte do revezamento americano.
Nos Jogos Olímpicos de 1992 em Barcelona, não foi à final dos 200 metros livres, acabou em quinto lugar nos 50m livres e ganhou a medalha de prata nos 100m livres. Ganhou ainda duas medalhas de ouro nos revezamentos.
Na Olimpíada de Atlanta em 1996 não conseguiu se qualificar para as provas individuais mas ganhou os três ouros dos revezamentos. Em Sydney 2000 ela ganhou um bronze nos 100m livres e foi quinta nos 100m borboleta. Ganhou novamente mais três medalhas de ouros nos revezamentos.
Thompson aparentemente se aposentou após a temporada de 2000. Em 2001, se mudou para Nova York para começar a estudar na Columbia University College de psicólogos e cirurgiões. No entanto, enquanto frequentava a escola médica, ela fez um regresso às piscinas no Campeonato Pan-Pacífico de Natação de 2002 em Yokohama, no Japão. Thompson ganhou cinco medalhas em dois dias. Em 2003, no Mundial, ganhou cinco medalhas, sendo duas de ouro.
Aos 31 anos, Thompson era o membro mais velho do time de natação americano nos Jogos Olímpicos de Atenas em 2004. Conquistou duas medalhas de pratas nos revezamentos.
Em 2006, Thompson recebeu uma graduação em medicina da Columbia University College de psicólogos e cirurgiões. Ela fez seu estágio no New York City Memorial Sloan-Kettering Cancer Center, e atualmente trabalha como anestesista residente no Brigham and Women's Hospital, em Boston.
Em piscina olímpica, Jenny Thompson foi recordista mundial dos 100 metros borboleta entre 1999 e 2000. Em piscina semi-olímpica, foi recordista mundial dos 100 metros borboleta entre 1997 e 2002, e dos 100 metros medley entre 1999 e 2002.